# 本田康祐
本田 康祐（ほんだ こうすけ、1995年4月11日 - ）は、日本のアイドル。男性アイドルグループ・OWVのメンバー、リーダー。福島県田村市出身。吉本興業所属。

## 来歴
福島県立郡山高等学校出身。高校時代は陸上部に所属し、400mを専門としていた。日本工学院専門学校ダンスパフォーマンス科出身。
バックダンサーやコレオグラファー等で活躍し、2016年12月からダンス&ボーカルグループ「White A」のメンバーとしても活動した。
2019年にPRODUCE 101 JAPANに出演。ファイナルまで進出し、最終15位で番組を終えた。番組終了後の12月23日にグループからの脱退を発表した。
2020年4月にOWVを結成。
デビューシングル「UBA UBA」に収録している楽曲「So Picky」をはじめ、振り付けを担当することが多い。OCTPATHの「VIVID」など、他グループの楽曲を振り付けすることもある。

## 人物
グループでのメンバーカラーは赤で、赤髪がトレードマーク。
趣味は映画鑑賞、ガチャガチャ、ゲーム、仮面ライダー、アニメ（ドラゴンボール、ポケモン等）で、メンバーから童心を持っていると評されている。特技は50音一発ギャグ、映像編集、邦楽でのフリーダンス。音楽は日本のバンドを聞くことが多い。
中学時代、福島県の水泳大会バタフライ部門にて初出場で優勝を飾る。
ダンスをやりたいと思ったきっかけは、小学生の頃、映画『ハイスクール・ミュージカル』を観たこと。
2024年9月8日放送のフジテレビ『千鳥の鬼レンチャン』のコーナー「400m走サバイバルレンチャン」に出演。陸上部出身の脚力に期待が懸かり、第1レースをトップ通過。第2レースも脱落を免れたが、第3レース開始前の休憩中に、森脇健児からノコギリヤシという謎の薬を飲まされ、その直後のレースで突如減速。第3レース敗退となった。
2025年6月23日放送の『競輪LIVE！チャリロトよしもと』内にて、「今シーズン1番面白かった人ランキング」にて1,525票を獲得し1位になった。なお、2位は中川で229票だった。

### 交友
超特急のシューヤとは、かつて同じボーイズグループ「White A」で活動していた間柄。超特急の新メンバーオーディション「超特急募」へのシューヤの参加を後押ししたのは本田だったというエピソードもある。
JO1の白岩瑠姫や、Da-iCEの工藤大輝、INIの西洸人とは食事に行く仲。
JO1の川尻蓮とは過去にバイト先が一緒で、現在も親交が深い。

### ゲーム配信
所属グループのOWVはゲーム配信がファンの中で人気コンテンツで、ゲーム配信からファンになった人もいるほど。特に本田康祐は個人でゲームの生配信に力を入れている。
時間帯は主に深夜。当初は顔出し無しで配信していたが、最近の放送はフレームや待機画面も自作して顔出し配信をしている。本人のこだわりとして「メイクをしている時しか顔出し配信をしない」というものがある。
今までやったゲームはFINAL FANTASY XIV(FF14)(OWV本田康祐のFF14初心者配信)、ドラゴンクエストⅢそして伝説へ…(OWV本田のドラクエ3！)、モンスターハンターワイルズ(OWV本田のモンスターハンターワイルズ！)。(パタポンをやろうとしたことがあったが回線の都合上プレイは出来ずに終わった。)
現在主にPlayStation5での配信を行っているが、今後はメンバーから誕生日に貰ったGAMECUBEでの配信を予定している。

## 振付
- So Picky(1stシングル「UBA UBA」収録)
- Scattered(2ndシングル「Ready Set Go」収録)
- Beautiful(3rdシングル「Roar」収録、佐野文哉と共作)
- Slam Dog(1stアルバム「CHASER」収録、佐野文哉と共作)
- Question(1stアルバム「CHASER」収録、佐野文哉と共作)
- Superb Love 一 円神(現：ENJIN / シングル「Dreamland」収録)
- VIVID 一 OCTPATH(アルバム「Present」収録)

## 出演

### テレビ
- PRODUCE 101 JAPAN (2019年12月11日、TBS)

- 限界調査!秘境メシ超超ベスト7【人気芸人が爆笑!過酷!激うま調査】 (2021年3月20日、フジテレビ)
- 濃縮PRODUCE101JAPAN SEASON2 (2021年6月9日、TBS)

- 次ナルTV-S＜フジバラナイト FRI＞【OWVの大勝負!】 (2022年3月11日、フジテレビ)
- PLAYLIST (2022年3月29日、TBS)
- PLAYLIST (2022年4月26日、TBS)
- 千鳥のクセがスゴいネタGP【指原が思わず赤面&涙!?JO1とOWVが夢の競演】 (2022年4月28日、フジテレビ)
- ラヴィット! (2022年6月16日、TBS)
- 千鳥のクセがスゴいネタGP【武田真治本気参戦&山田裕貴激ハマりセニョール新作】 (2022年8月4日、フジテレビ)
- ヒルナンデス! (2022年8月19日、日本テレビ)
- PLAYLIST (2022年10月25日、TBS)
- サスティな!【(秘)バスで巡る日光の知られざる名所ツアー!自給自足の生活を体験】 (2022年11月5日、フジテレビ)
- のシてくれないフェロモン彼氏ep.1「天から舞い降りたフェロモン彼氏!の巻」 (2022年11月15日、TBS)
- サスティな!【MC厳選!テンションが上がったサスティなSP!お得情報続々!】 (2022年12月31日、フジテレビ)

- 吉本新喜劇新春SP2023 (2023年1月3日、TBS)
- イナズマロックフェス2022＜フジバラナイト SAT＞ (2023年1月21日、フジテレビ)
- 千鳥のクセがスゴいネタGP【世界に通じる笑撃ネタが続々!北乃きい感動コラボ!?】 (2023年1月26日、フジテレビ)
- ネオバズ!! マッドマックスTV (2023年3月28日、テレビ朝日)
- サスティな!【梅雨でも楽しめる!八景島シーパラダイスで衝撃体験&白熱バトル】 (2023年6月17日、フジテレビ)
- CSちゃん【OWVの大勝負!season2】 (2023年6月27日、フジテレビ)
- ぽかぽか (2023年7月11日、フジテレビ)
- ぽかぽか (2023年7月18日、フジテレビ)
- PLAYLIST (2023年7月25日、TBS)
- よるのブランチ夏休み突入SP!注目テーマパーク「レゴランド」完全攻略★ (2023年7月26日、TBS)
- EXITV～FODの新作・名作をPon!Pon!見せまくり!!～ (2023年8月1日、フジテレビ)
- EXITV～FODの新作・名作をPon!Pon!見せまくり!!～ (2023年8月8日、フジテレビ)
- CSちゃん【OWVの大勝負!season2】 (2023年8月8日、フジテレビ)
- ぽかぽか (2023年8月22日、フジテレビ)
- PLAYLIST (2023年8月29日、TBS)
- EXITV～FODの新作・名作をPon!Pon!見せまくり!!～ (2023年9月5日、フジテレビ)
- EXITV～FODの新作・名作をPon!Pon!見せまくり!!～ (2023年9月12日、フジテレビ)
- ぽかぽか (2023年10月24日、フジテレビ)
- チョコプランナー 【爆笑必至!平場のくだりグランプリ】 (2023年11月15日、テレビ朝日)
- 土曜はナニする!? (2023年12月2日、フジテレビ)
- Break Out (2023年12月6日、テレビ朝日)
- 土曜はナニする!? (2023年12月9日、フジテレビ)
- 土曜はナニする!? (2023年12月16日、フジテレビ)
- 土曜はナニする!? (2023年12月23日、フジテレビ)
- SASUKE2023～第41回大会～ (2023年12月27日、TBS)
- 土曜はナニする!? (2023年12月30日、フジテレビ)

- PLAYLIST (2024年1月30日、TBS)
- ぽかぽか (2024年2月6日、フジテレビ)
- プレミアMelodiX! (2024年2月26日、テレビ東京)

- 踊る!さんま御殿!!（2024年2月27日、日本テレビ）-「いろんなバイトを経験した有名人」ゲスト出演。[19][20]
- Break Out (2024年3月20日、テレビ朝日)
- コラボレーションOCTPATH (2024年4月12日、フジテレビ)
- コラボレーションOCTPATH (2024年4月19日、フジテレビ)
- Break Out (2024年5月1日、テレビ朝日
- カバン持ちさせてください★那須さんお帰りなさい♪ (2024年5月11日、TBS)
- サスティな!【先月OPEN!最新施設「ハラカド」の注目スポットを調査!】 (2024年5月18日、フジテレビ)
- PLAYLIST (2024年5月28日、TBS)
- バズリズム02▼ドラマ主題歌が大ヒット!オモイノタケの謎素顔を大公開▼ベビモンも (2024年5月31日、日本テレビ)
- ぽかぽか (2024年6月11日、フジテレビ)
- PLAYLIST (2024年6月25日、TBS)
- 新しいカギ 27時間テレビ100キロサバイバルマラソンの裏側…特別編2時間SP (2024年8月10日、フジテレビ)
- 推しと夏祭り (2024年8月21日、テレビ朝日)
- よるのブランチ (2024年8月28日、TBS)
- サスティな!【進化する都立公園を大特集!水上アクティビティ&グルメ&サウナ】 (2024年8月31日、フジテレビ)
- 浜ちゃんが!買い物対決☆OWV佐野&本田VS女優・水沢エレナ (2024年9月4日、日本テレビ)
- 千鳥の鬼レンチャン（2024年9月8日、フジテレビ）- 「第5回400m走サバイバルレンチャン」第3レース敗退。[21])
- ぽかぽか (2024年10月29日、フジレビ
- PLAYLIST (2024年10月29日、TBS)
- CSちゃん【OWVの大勝負! season3】 (2024年11月12日、フジテレビ)
- サスティな!【東京無料スポットSP!魅力たっぷり動物園&防災を学ぶ(秘)施設】 (2024年11月23日、フジテレビ)
- 千鳥の鬼レンチャン◆サッカーvsプロ野球4×200mリレーサバイバル (2024年12月1日、フジテレビ)
- 新春!爆笑ヒットパレード2025 (2025年1月1日、フジテレビ)
- 新春!芸能人対抗駅伝2025 (2025年1月3日、テレビ東京)
- サスティな!【人気ランチビュッフェ特集!斬新システム&お得な(秘)食材に大興奮】 (2025年2月22日、フジテレビ)
- ぽかぽか (2025年3月18日、フジテレビ)
- サスティな!【最終回まであと2回!サスティなリポーター大賞!(秘)話を大公開】 (2025年3月22日、フジテレビ)
- ダウンタウンDX★モテたい男!兼近&上田竜也&浦川翔平&笠松将&木村昴 (2025年3月27日、日本テレビ)
- あのちゃんの電電電波♪ (2025年4月29日、テレビ東京)
- 神映像グランプリ!★2度と見られない!仰天動画79連発!! (2025年6月16日、TBS)

### ネット配信
- 競輪LIVE！チャリロトよしもと（2024年10月21日～、BSよしもと・YouTube）-月曜レギュラー[14]

### 舞台
- 戦国妖狐 THE STAGE 世直し姉弟編（2024年9月27日 - 10月4日、シアター1010） - 主演・山戸迅火 役[22]
- A Brilliant Christmas[23]（2023 年11月2日 - 11月12日  HULIC HALL TOKYO、2023年11月17日 -  11月19日 TT HALL[24]）-W主演・東条一輝役